# ادوارد گریمستاد
ادوارد گریمستاد (انگلیسی: Edvard Grimstad; ۲۹ مارس ۱۹۳۳ – ۳ آوریل ۲۰۱۴) سیاستمدار، و کشاورز اهل نروژ بود.